# Tom Georgeson
Tom Georgeson (Liverpool, 8 agosto 1937) è un attore inglese.
A partire dal 1969 ha preso parte in diversi ruoli, soprattutto televisivi. Al cinema è noto per aver recitato nella commedia Un pesce di nome Wanda con Jamie Lee Curtis, John Cleese e Kevin Kline.

## Filmografia parziale

### Cinema
- Un pesce di nome Wanda (A Fish Called Wanda), regia di Charles Crichton (1988)
- The Reckoning - Percorsi criminali (The Reckoning), regia di Paul McGuigan (2002)
- Diario di uno scandalo (Notes on a Scandal), regia di Richard Eyre (2006)
- Angel - La vita, il romanzo (Angel), regia di François Ozon (2007)

### Televisione
- Poirot (Agatha Christie's Poirot) – serie TV, episodio 9x04 (2004)
- L'ispettore Barnaby (Midsomer Murders) – serie TV, episodio 9x02 (2006)